# Izabo
Izabo (hebräisch איזבו‎) war eine von 1989 bis 2016 existierende israelische Indie-Pop-Band.
In Israel wohlbekannt, hatte die Gruppe auch Auftritte auf großen europäischen Musikfestivals. Durch eine Jury wurde die Gruppe zum Beitrag Israels beim Eurovision Song Contest 2012 in Baku erkoren. Mit dem Song Time traten sie im ersten Halbfinale des Wettbewerbs an, verpassten allerdings nach Auswertung der Televoting-Ergebnisse den Einzug ins Finale.

## Diskografie

### Alben
- 2003: Fun Makers
- 2008: Super Light
- 2012: Life is on My Side

### Singles (Auswahl)
- 2003: Cook Me
- 2005: הוא (mit Shotei Hanevuah)
- 2010: Sugar (mit Berry Sakharof)
- 2012: Time